# Любень (Пйотрковський повіт)
Любень (пол. Lubień) — село в Польщі, у гміні Розпша Пйотрковського повіту Лодзинського воєводства.
Населення — 444 особи (2011).
У 1975-1998 роках село належало до Пйотрковського воєводства.

## Демографія
Демографічна структура станом на 31 березня 2011 року:
|          | Загалом | Допрацездатний вік | Працездатний вік | Постпрацездатний вік |
| -------- | ------- | ------------------ | ---------------- | -------------------- |
| Чоловіки | 207     | 46                 | 144              | 17                   |
| Жінки    | 237     | 57                 | 129              | 51                   |
| Разом    | 444     | 103                | 273              | 68                   |